# Ralph de Warneville
Ralph de Warneville war Lordkanzler von England (1173–1181) unter der Regierung von Heinrich II. sowie Schatzmeister von York. Danach wurde er Bischof von Lisieux (1181–1192).